# Clean Eating

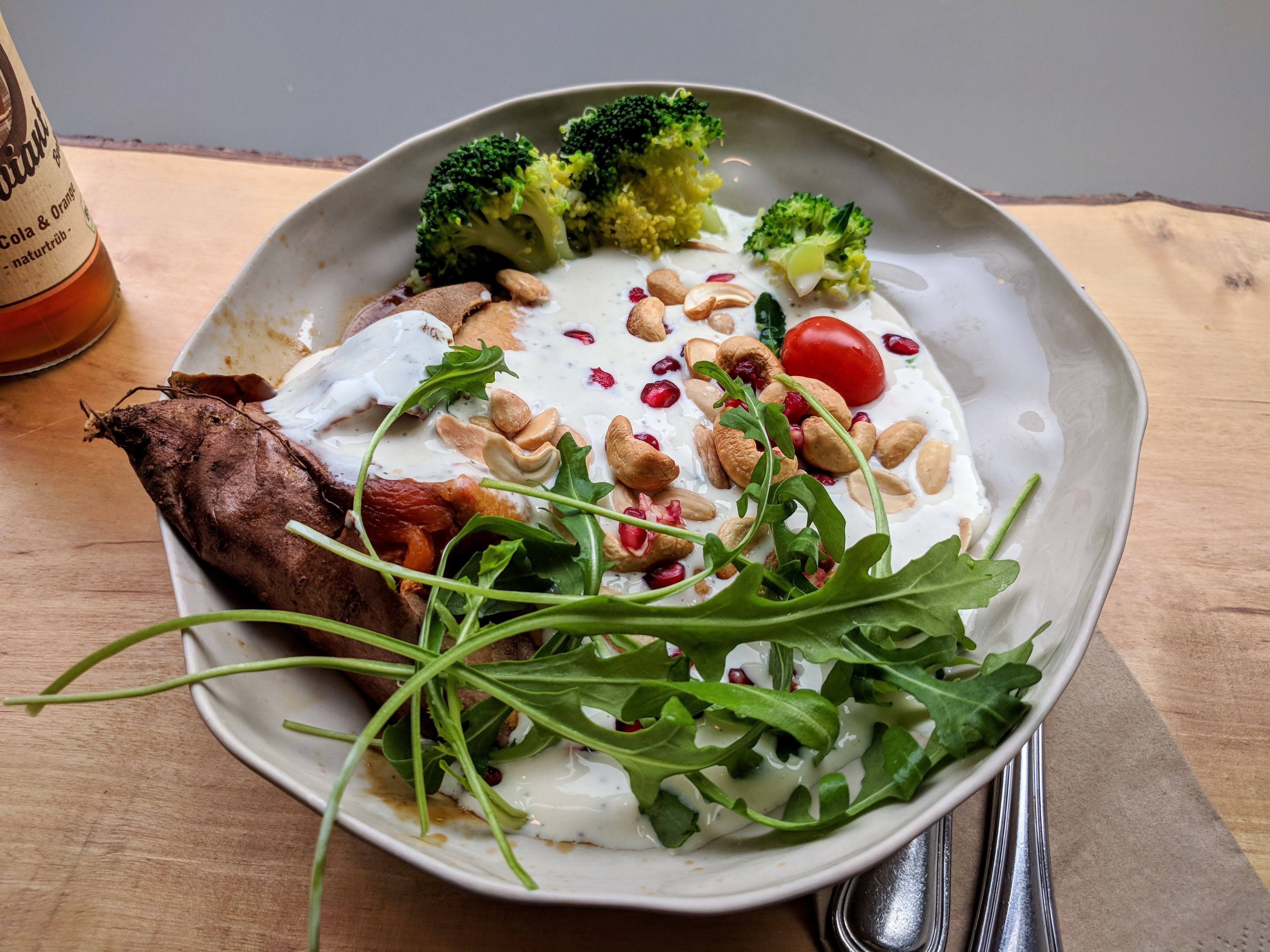
Bowl-Gericht basierend auf Dal, Kirschtomaten, Sojajoghurt, Minze, Cashewnüssen, Süßkartoffel und Granatapfelkernen

Unter Clean Eating, englisch für Reines/sauberes Essen, versteht man eine Ernährungsweise auf Basis der Idee, der Konsum von Vollwertprodukten und die Vermeidung industriell verarbeiteter Lebensmittel habe einen positiven Effekt auf die Gesundheit. 

## Hintergrund
Der Begriff und das Konzept lassen sich auf die britischen Kochautorinnen Ella Mills, Natasha Corret und die Hemsley-Schwestern zurückführen, wobei Mills und Hemsley sich von dem Begriff nach kritischer Rezeption in den Medien distanzieren. Clean Eating erfährt seit der zweiten Hälfte der 2010er-Jahre eine gewisse Verbreitung als Lifestyle-Ernährungsweise. Eine verbindliche Aufstellung von Zutaten gibt es nicht, typisch sind aber frisches Gemüse, Nüsse, Reis aber auch Hummus oder Joghurt, oft in Bio-Qualität. Es wird typischerweise auf Geschmacksverstärker, Konservierungsstoffe, Farbstoffe und raffinierten Zucker verzichtet. Einige Varianten des Clean Eating schließen den Verzicht auf Gluten, Getreide und Milchprodukte ein und empfehlen den Verzehr von Rohkost. Die Speisen sind meist vegetarisch oder vegan („plant based“), jedoch kann man in manchen Restaurants auch Fleisch oder Fisch dazu bestellen.

## Bowl Food
Eine in der Trendgastronomie typische Darreichungsform für Clean Eating ist die Bowl (englisch: Schüssel), die mit einer „Trägermasse“ etwa aus Quinoa, Naturreis oder püriertem Obst gefüllt und darauf mit einer bunten Mischung aus geschnittenem Gemüse, manchmal auch Fisch, bestückt wird.  Clean Eating folgt damit einem Trend, Speisen in kleinen Schüsseln zu servieren, der als Bowl Food bezeichnet wird.

## Kritik
Die Idee wurde wegen fehlender wissenschaftlicher Belege für ihre Gesundheitsversprechungen kritisiert. Bei extremer Umsetzung als Ernährungsform könne sie auch zu Gesundheitsrisiken führen, wenn komplette Nahrungsgruppen ausgeklammert werden. So bestehe beispielsweise die Gefahr einer Entwicklung von Osteoporose durch Kalziummangel, wenn gänzlich auf Milchprodukte verzichtet wird. Eine kritische Würdigung erfuhr die Ernährungsweise in der BBC-Dokumentation Clean Eating – The Dirty Truth aus dem Jahr 2017.
Der britische Koch und Autor Anthony Warner vergleicht Clean Eating mit religiösem Extremismus, der nur reines Essen für gute Menschen zulasse und abweichende Ernährung und deren Konsumenten als schmutzig und unrein definiere. Von Psychiatern wird auf die Gefahr für psychisch labile Menschen verwiesen, aus dem immer restriktiveren Streben nach gesunder Ernährung eine Störung wie Orthorexia nervosa zu entwickeln.